# Окуповані (серіал, 2023)
Окуповані – чотирисерійний серіал, знятий за реальними історіями спротиву  українців на тимчасово захоплених територіях під час повномасштабного вторгнення російських військ, прем’єра якого відбулася 8 грудня 2023 року на каналі 2+2.

## Історія створення
За словами Олесі Пазенко, одного з продюсерів фільму, «Ідея серіалу виникла після того, як ми почули історію ведучого… Геннадія Попенка, який у перші дні повномасштабної війни разом із родиною опинився в окупованому Іванкові».
Письменник Андрій Кокотюха, сценарист фільму, зазначив, що «Матеріал, із яким я працював, — свідчення, реальне відео, правдиві історії. З цього матеріалу треба було зробити художнє кіно, яке показує наших героїв без пафосу, а ворога – без карикатури».

## Сюжет
Під час повномасштабного вторгнення російських військ, Роман, головний герой фільму, намагається допомогти своїй колишній нареченій Юлії та вивезти її разом із сином з Ізюму у село до своїх батьків, вважаючи що це більш безпечно. 
Попутно вони заїжджають за батьками Юлії, але не встигають поїхати, оскільки до селища заходять російські війська, встановлюючи окупаційний режим.
Російський комендант пропонує всім бажаючим виїхати на територію, контрольовану Україною, але коли сформована колона виїжджає з містечка, росіяни її розстрілюють. 
Жителі мешкають у підвалах будинків, обережно, за необхідністю, виходячи на вулиці селища. Дехто починає співпрацювати з окупантами. 
Роман знайомиться із дільничним, якого також звинувачують у співпраці із ворогом. Але невдовзі стає відомо, що дільничний залишився задля узгодження та організації дій опору. Проте він підпадає під підозру російському коменданту, який його арештовує. 
Відтоді Роман, у якого є епізодичний телефонний зв’язок із другом – бійцем ЗСУ, бере керівництво опором на себе.
Занепокоєний здійсненими росіянами арештами, Роман вираховує зрадника та використовує його для завдання вдалого артилерійського удару по російських військових.
Після цього батько Юлії, головний лікар місцевої лікарні, дізнається від коменданта, який був поранений під час обстрілу, що колона мирних мешканців була розстріляна саме за його наказом. Він вбиває коменданта та йде з лікарні, надалі ховаючись від окупантів. Та незабаром селище звільняють українські військові. 

## У ролях
| Актор              | Роль     |
| ------------------ | -------- |
| Юрій Феліпенко     | Роман    |
| Анастасія Капінус  | Юлія     |
| Андрій Макарченко  | Горлов   |
| Михайло Пулянський | Олег     |
| Геннадій Попенко   | Скіф     |
| Олександр Ігнатуша | Микола   |
| Тетяна Юрікова     | Клавдія  |
| Роман Ясиновський  | Павло    |
| Андрій Поліщук     | Антон    |
| Анастасія Назарова | Світлана |
| Марта Горобчук     | Марта    |